# Enviken
Enviken is een plaats in de gemeente Falun in het landschap Dalarna en de provincie Dalarnas län in Zweden. De plaats heeft 594 inwoners (2005) en een oppervlakte van 124 hectare.
Uit Enviken komt de platenmaatschappij Enviken Records, deze platenmaatschappij is gespecialiseerd in rock-'n-rollmuziek.

## Verkeer en vervoer

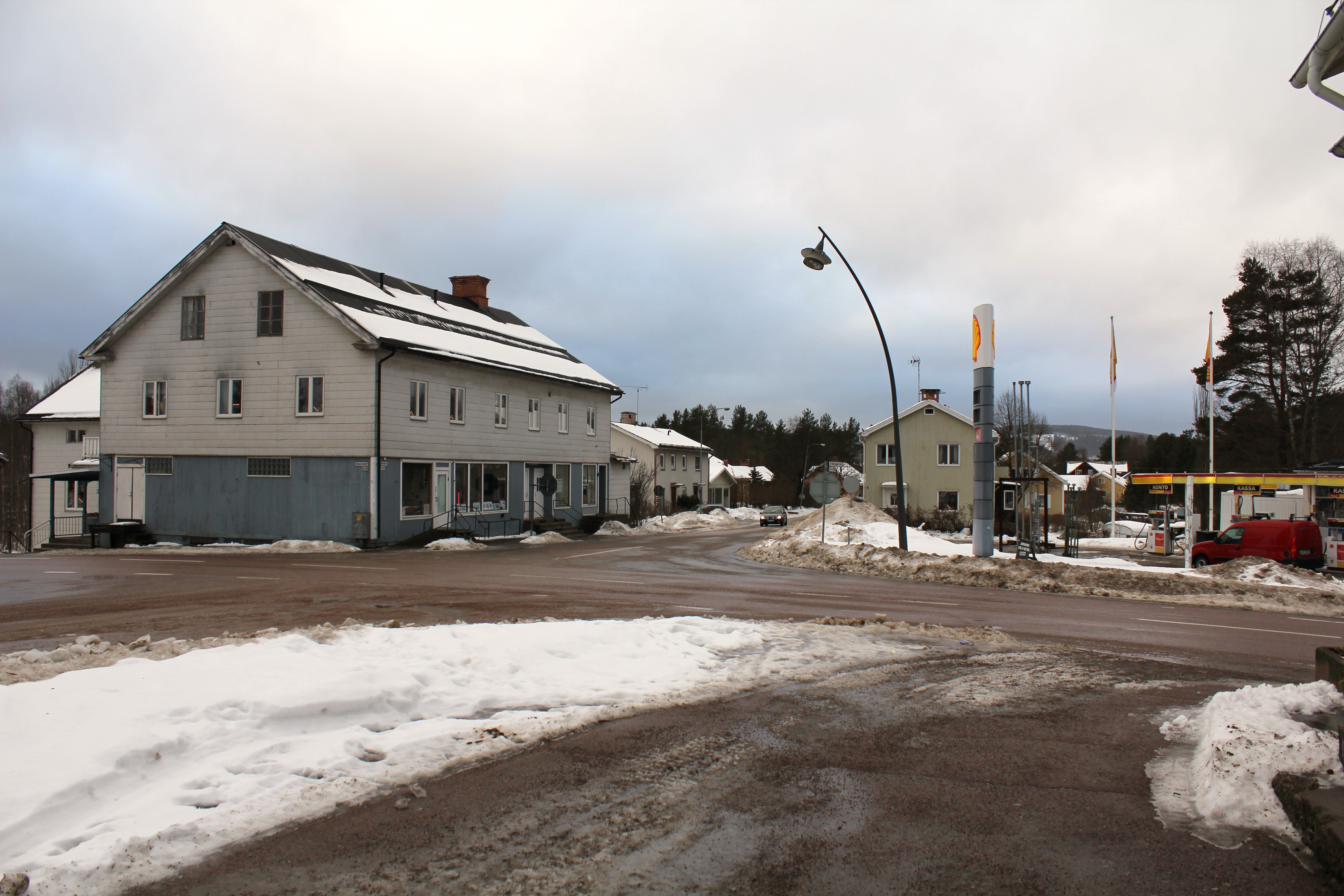

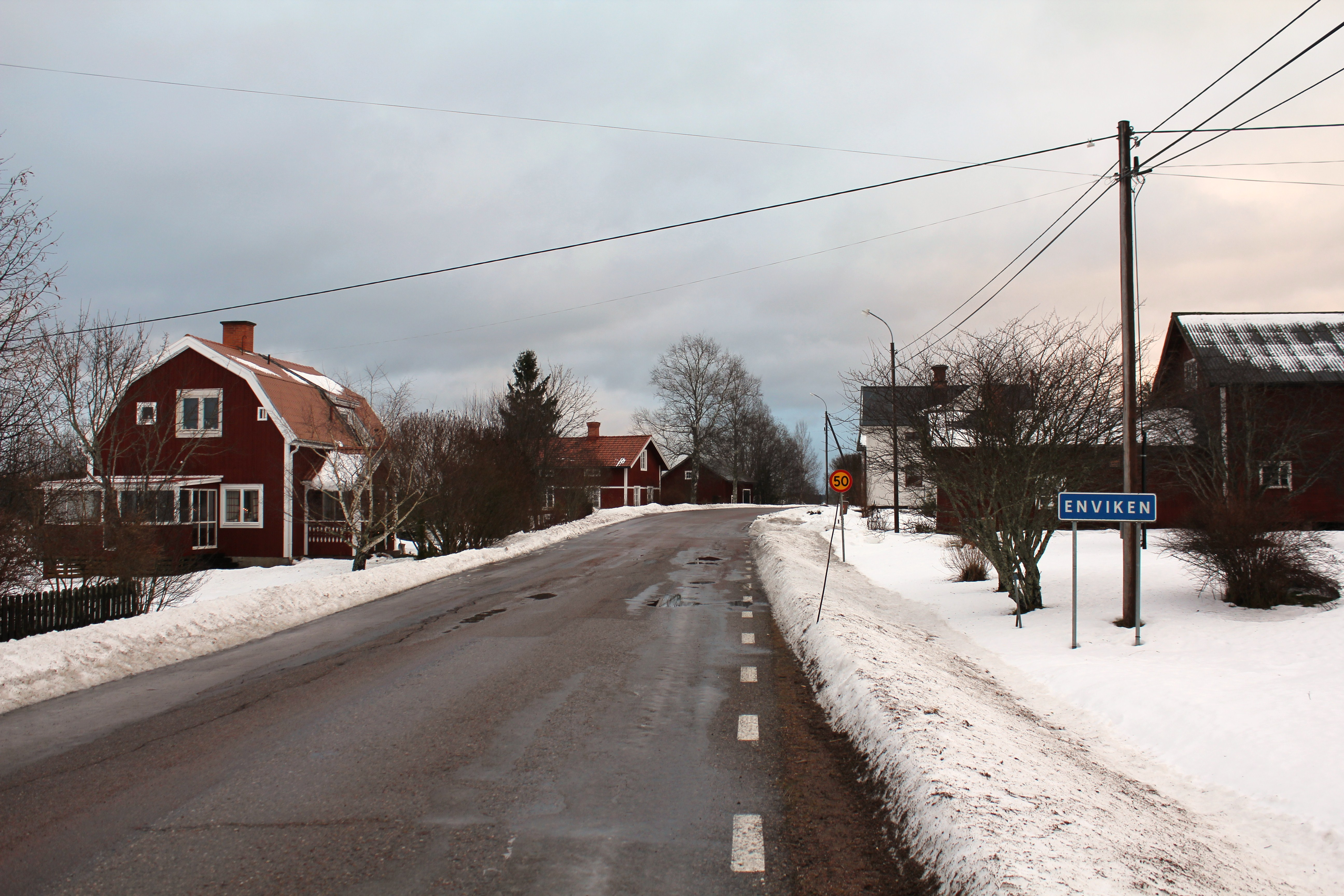

Bij de plaats loopt de Riksväg 50.